# فاي يو
فاي يو (بالصينية: 费煜) (6 فبراير 1991 بشانغهاي في الصين - ) هو لاعب كرة قدم صيني في مركز الوسط. لعب مع شانغهاي غرينلاند شينهوا ونادي شنجن ووارتا بوزنان وSertanense F.C. ‏.

## وصلات خارجية
- فاي يو على موقع قاعدة بيانات كرة القدم.إي يو (الإنجليزية)
- فاي يو على موقع Soccerway.com (الإنجليزية)